# Giovanni Massaro

Bischofswappen von Giovanni Massaro

Giovanni Massaro (* 28. Juni 1967 in Andria) ist ein italienischer Geistlicher und römisch-katholischer Bischof von Avezzano.

## Leben
Giovanni Massaro besuchte das Kleine Seminar in Andria. Anschließend studierte er Philosophie und Katholische Theologie am Pontificio Seminario Regionale Pugliese „Pio XI“ in Molfetta. Am 5. Dezember 1992 empfing Massaro durch den Bischof von Andria, Raffaele Calabro, das Sakrament der Priesterweihe.
Massaro war zunächst als Pfarrvikar der Pfarrei San Riccardo in Andria tätig, bevor er 1993 Vizerektor und Ökonom des Kleinen Seminars in Andria wurde. Daneben war er von 2002 bis 2007 Direktor des Diözesanbüros für die Missionsarbeit und ab 2007 Moderator der Diözesankurie. Am 24. Juni 2009 wurde Giovanni Massaro Generalvikar des Bistums Andria. Daneben wirkte er als regionaler Geistlicher Assistent des Movimento Ecclesiale di Impegno Culturale (MEIC), Diözesanassistent der Associazione Italiana Maestri Cattolici (AIMC) und Kirchlicher Assistent der Unione Cristiana Imprenditori e Dirigenti (UCID) sowie als Direktor des Diözesanbüros für die Katechese und als Chefredakteur der Kirchenzeitung Insieme. Ferner war Massaro Pfarradministrator der Pfarrei Madonna della Grazia in Andria und Domherr an der Kathedrale Santa Maria Assunta.
Am 23. Juli 2021 ernannte ihn Papst Franziskus zum Bischof von Avezzano. Der Bischof von Andria, Luigi Mansi, spendete ihm am 21. September desselben Jahres auf der Piazza Vittorio Emanuele II in Andria die Bischofsweihe; Mitkonsekratoren waren der Erzbischof von L’Aquila, Giuseppe Kardinal Petrocchi, sowie der emeritierte Bischof von Avezzano, Pietro Santoro, und der Bischof von Cerignola-Ascoli Satriano, Luigi Renna. Giovanni Massaro wählte den Wahlspruch Propter Christum vitam perdere („Das Leben um Christi willen verlieren“). Die Amtseinführung erfolgte am 3. Oktober 2021.